# Castello di Montechiaro (Fivizzano)
Il castello di Montechiaro si trovava vicino a Turlago, frazione del comune di Fivizzano.

## Storia
La prima menzione di questo castello, centro di un feudo dei Malaspina nel XIV secolo, risale al 1218 e fa riferimento ad esso come insediamento sia civile che militare di una certa importanza strategica. Qui viveva un figlio del marchese di Fosdinovo Spinetta Malaspina, che nei documenti viene citato come Chiaro di Montechiaro.
Il castello, ancora ricordato nel XV secolo, iniziò un rapido declino in seguito alla perdita di importanza politica e militare del feudo e venne presumibilmente abbandonato XVI secolo.

## Descrizione
Il castello occupava tutta l'area pianeggiante sulla cima dell'omonimo colle (715 m s.l.m.). Di forma più o meno rettangolare, oggi restano in piedi solo alcuni tratti di mura: sul lato orientale c'è una piccola torre di fiancheggiamento, su quello meridionale una porzione di muro con una feritoia, sopra la quale fino agli inizi del XX Secolo era ancora visibile una bifora. All'interno del circuit murario sono presenti due cisterne per l'acqua piovana, una delle quali conserva ancora la copertura a volta. Sul fronte meridionale, in prossimità delle mura, è visibile un fossato scavato nella roccia.